# Хаммамет (залив)
Хаммамет (араб. خليج الحمامات‎) — залив Средиземного моря на северо-востоке Туниса. Простирается от мыса Бон на севере до Монастира на юге. Назван в честь города Хаммамет, находящегося на северо-западной оконечности залива.
Вдоль побережья залива расположены города: Набуль, Хаммамет, Сус и Монастир. Важнейшие отрасли региона — туризм и рыболовство.
Залив издревле был благоприятен для мореплавания, на побережье часто встречаются следы античных цивилизаций, в частности, финикийских и римских поселений.